# Ahez
Ahez es un trío musical francés originario de Bretaña. Este representó a Francia en el Festival de la Canción de Eurovisión 2022 junto a Alvan con la canción "Fulenn".

## Historia
Las tres cantantes (Marine Lavigne, Sterenn Diridollou y Sterenn Le Guillou) completaron su formación en inmersión lingüística en la escuela Diwan, donde se conocieron y comenzaron a cantar en bretón. Así, aprendieron kan ha diskan, un estilo musical ligado a la danza bretona, principalmente para actuar en fest-noz. Luego, por el Festival Intercelta de Lorient, formaron el grupo EBEN.
Por su parte, las componentes de Ahez se consideran cantantes de estilo tradicional e inspiran su música en la mitología celta. De este modo, interpretan historias contemporáneas mezcladas con los mitos de la región de Bretaña.
Como curiosidad, el nombre Ahez proviene de Carhaix (Ker Ahez), el pueblo donde se reunían las tres cantantes, en la Escuela Diwan. Ahès es una figura de la mitología bretona descrita al mismo tiempo como una diosa y como una bruja.

## Miembros

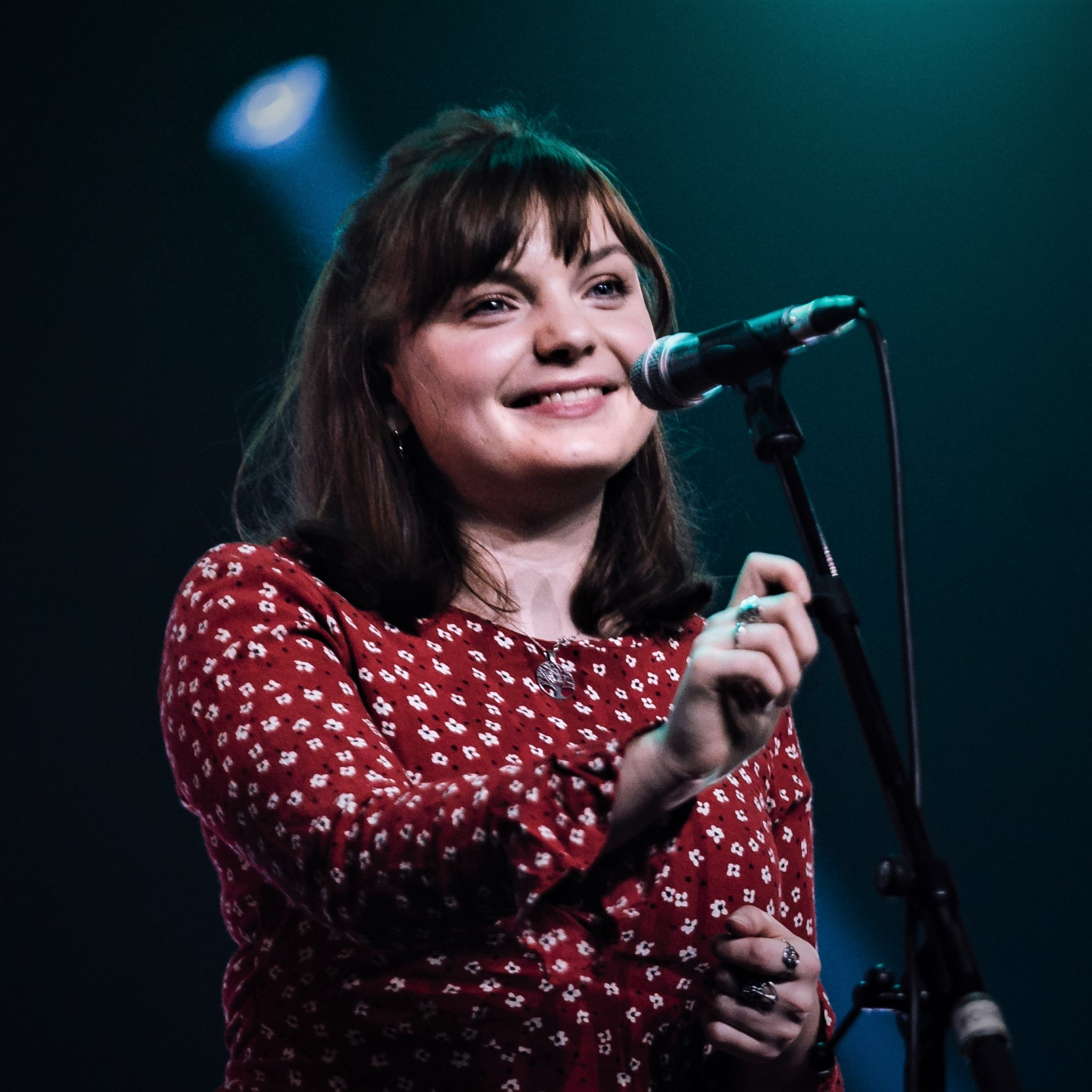
Marine Lavigne
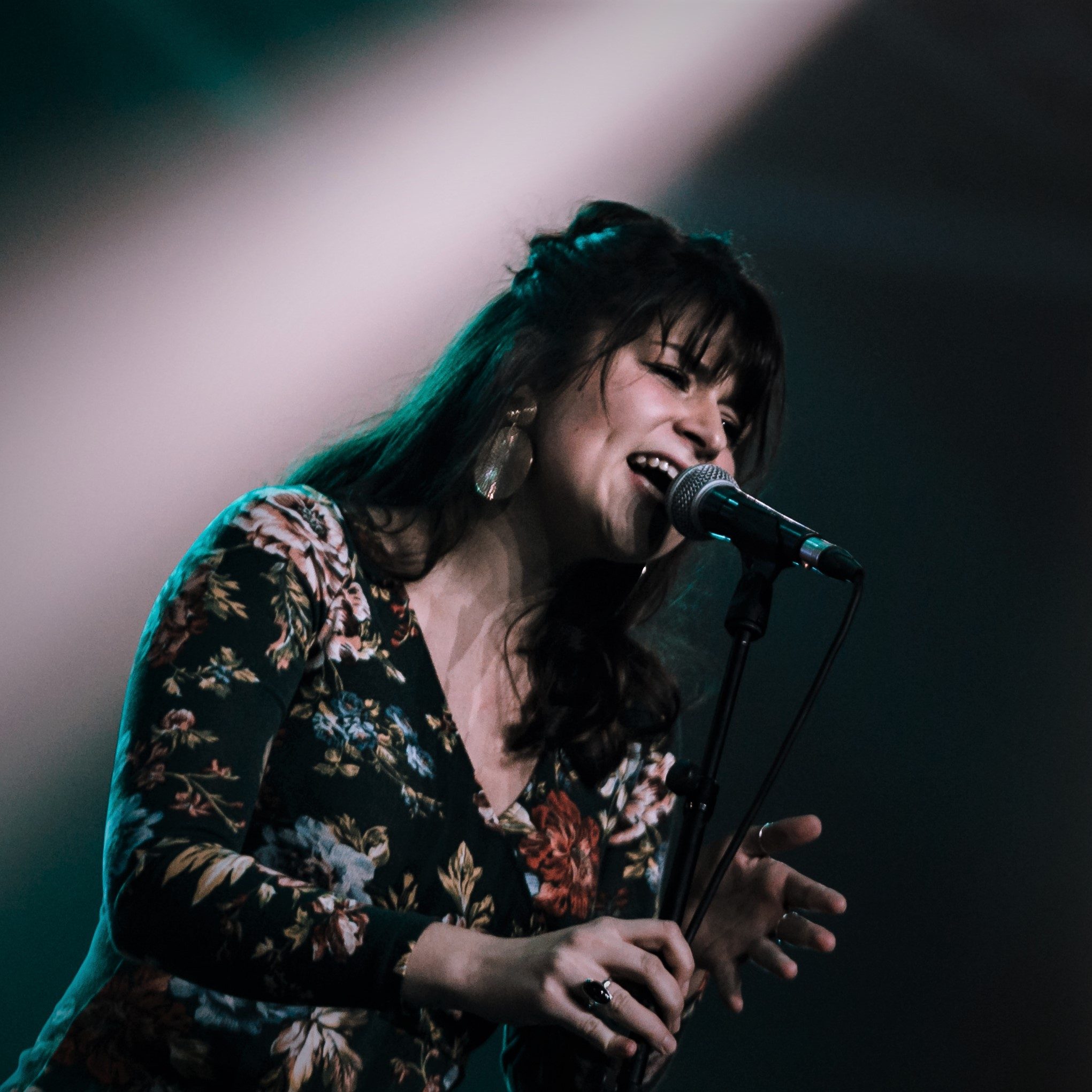
Sterenn Diridollou
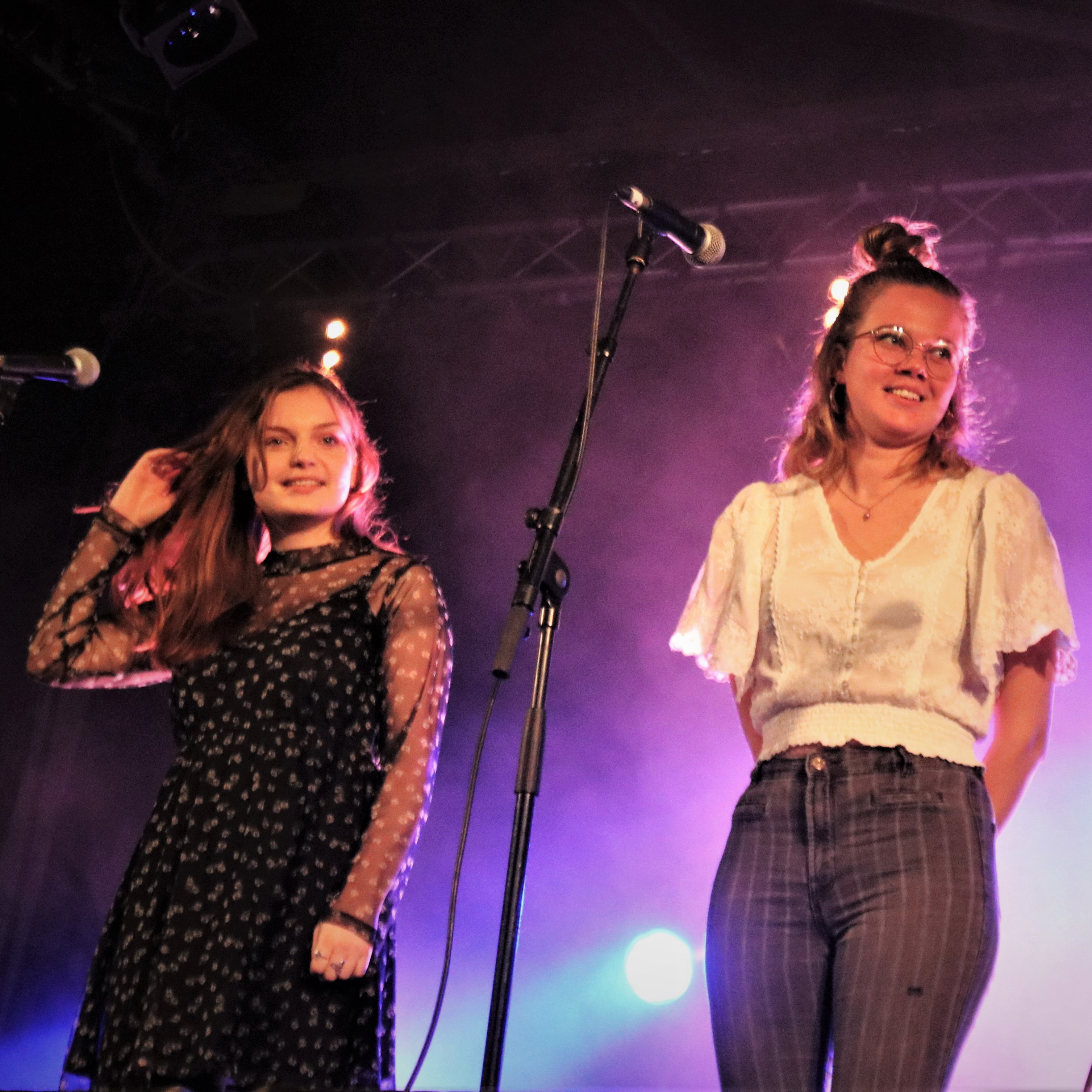
Sterenn Le Guillou

- Marine Lavigne
- Sterenn Le Guillou
- Sterenn Diridollou (a la derecha)